# Salto (Campina do Monte Alegre)
Salto  é um distrito do município brasileiro de Campina do Monte Alegre, no interior do estado de São Paulo.

## História

### Formação administrativa
- Lei Ordinária nº 150 de 02/05/1996 - Dispõe sobre a criação do Distrito do Salto, neste Município de Campina do Monte Alegre.[2]

## Geografia

### Demografia

#### População urbana
| Crescimento população urbana | Crescimento população urbana | Crescimento população urbana | Crescimento população urbana |
| Censo                        | Pop.                         |                              | %±                           |
| ---------------------------- | ---------------------------- | ---------------------------- | ---------------------------- |
| 1991                         | 250                          |                              | —                            |
| 2000                         | 272                          |                              | 8,8%                         |
| 2010                         | 302                          |                              | 11,0%                        |
| Fonte: IBGE e Fundação SEADE |                              |                              |                              |

#### População total
Pelo Censo 2010 (IBGE) a população total do distrito era de 381 habitantes.

### Área territorial
A área territorial do distrito é de 21,151 km².

### Rodovias
O principal acesso ao distrito é a Rodovia Raposo Tavares (SP-270).

### Hidrografia
Localiza-se às margens do Rio Paranapanema.

## Serviços públicos

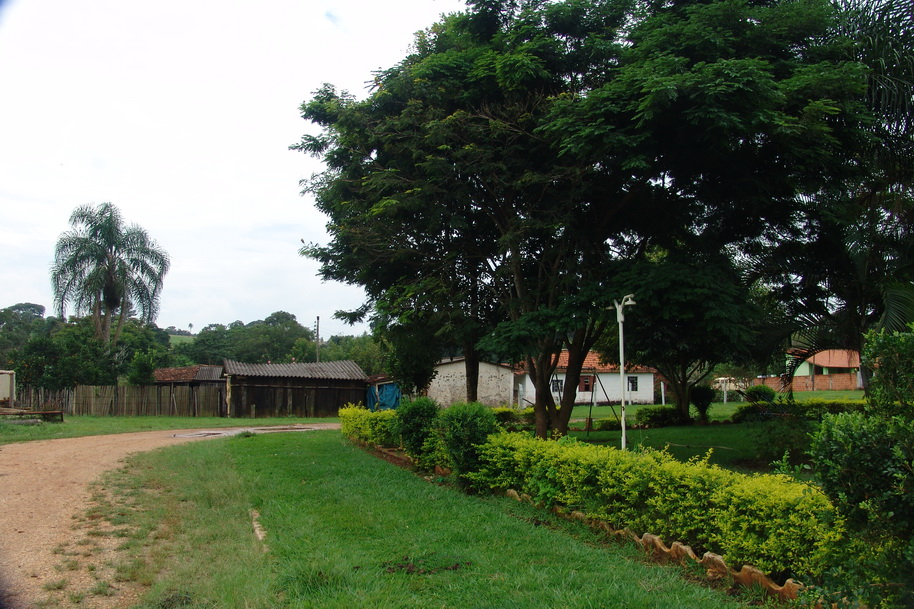
Aspecto local.

### Registro civil
Feito na sede do município, pois o distrito não possui Cartório de Registro Civil das Pessoas Naturais.

### Saneamento
O serviço de abastecimento de água é feito pela Companhia de Saneamento Básico do Estado de São Paulo (SABESP).

### Energia
A responsável pelo abastecimento de energia elétrica é a Neoenergia Elektro, antiga CESP.

## Atrações turísticas
A principal atração turística do distrito é a Cachoeira do Salto no Rio Paranapanema.

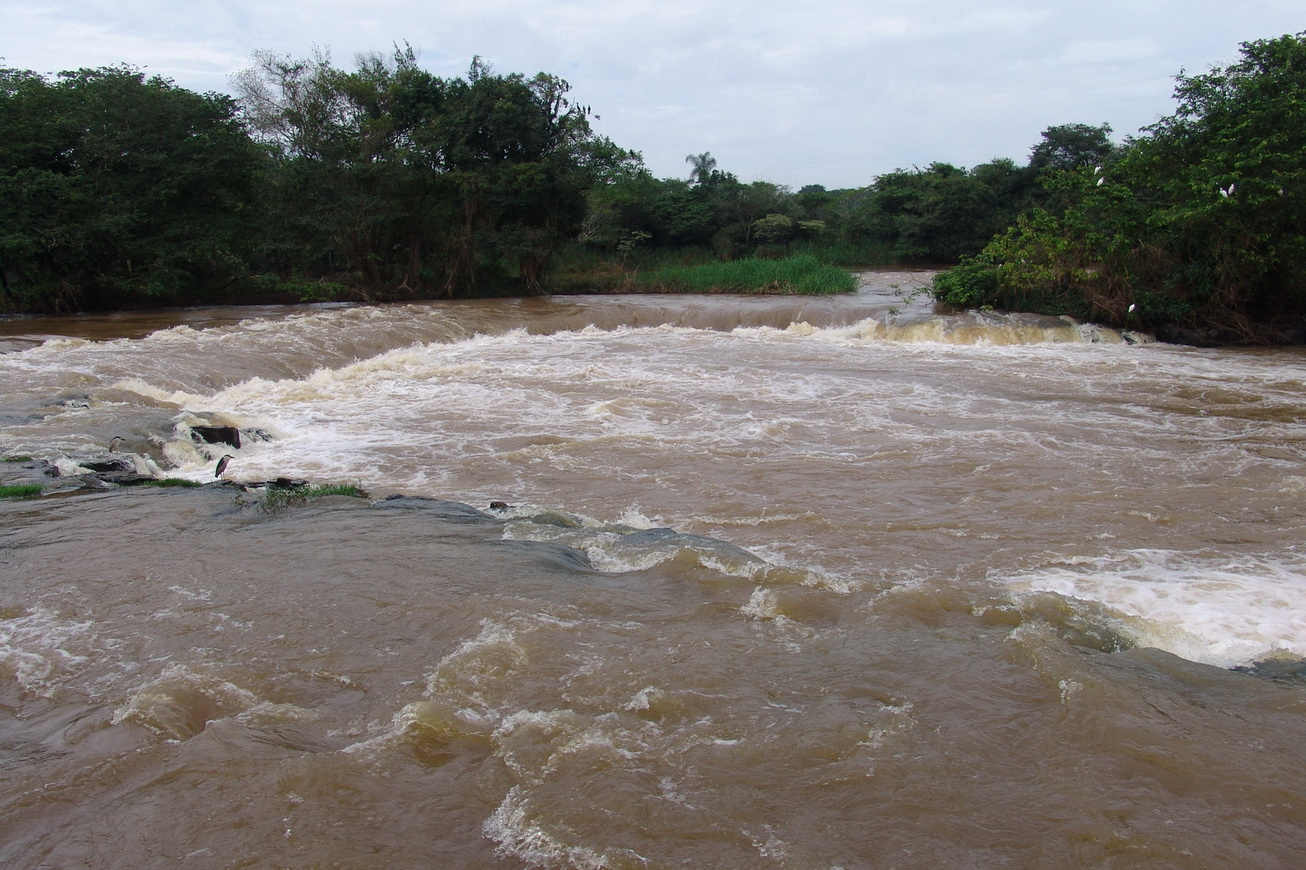
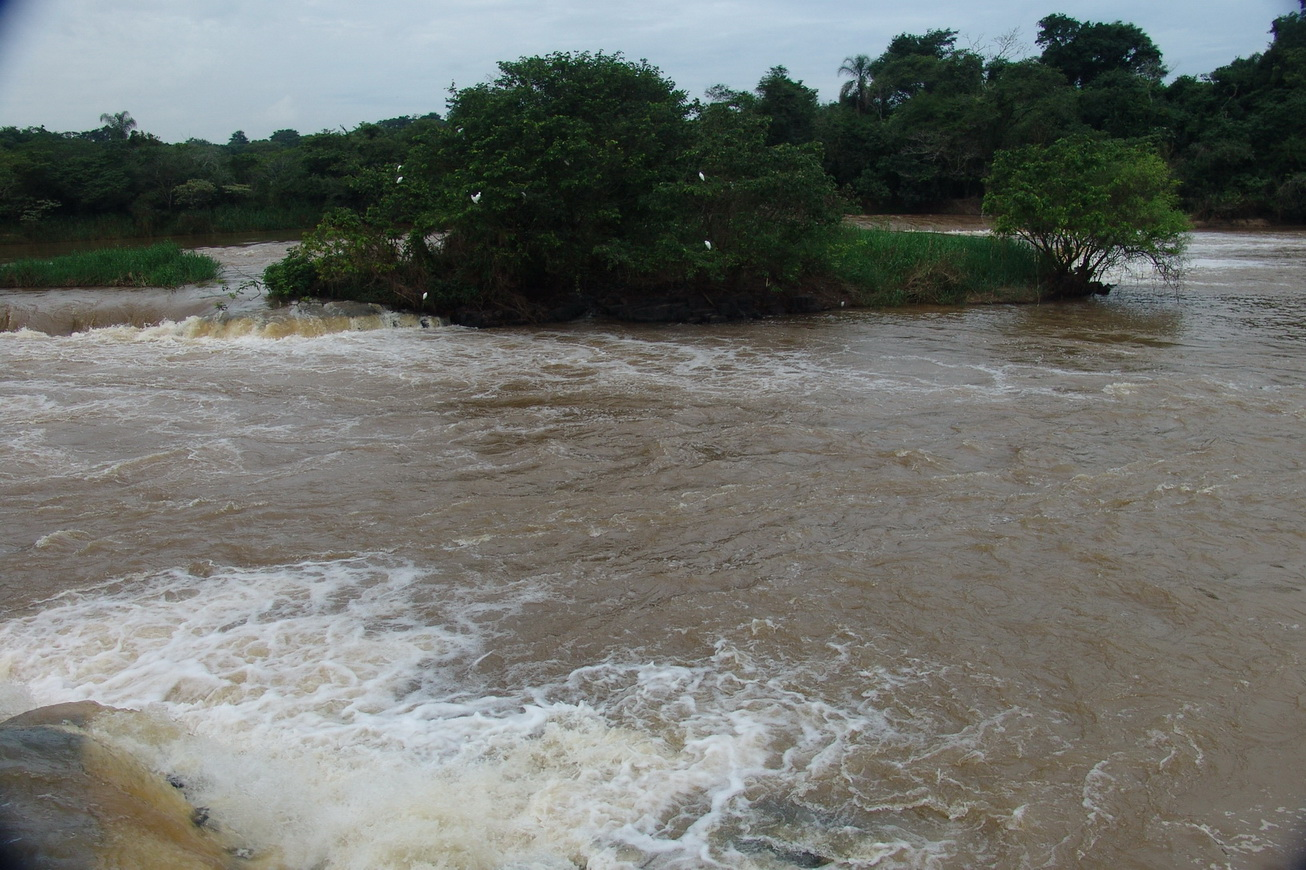
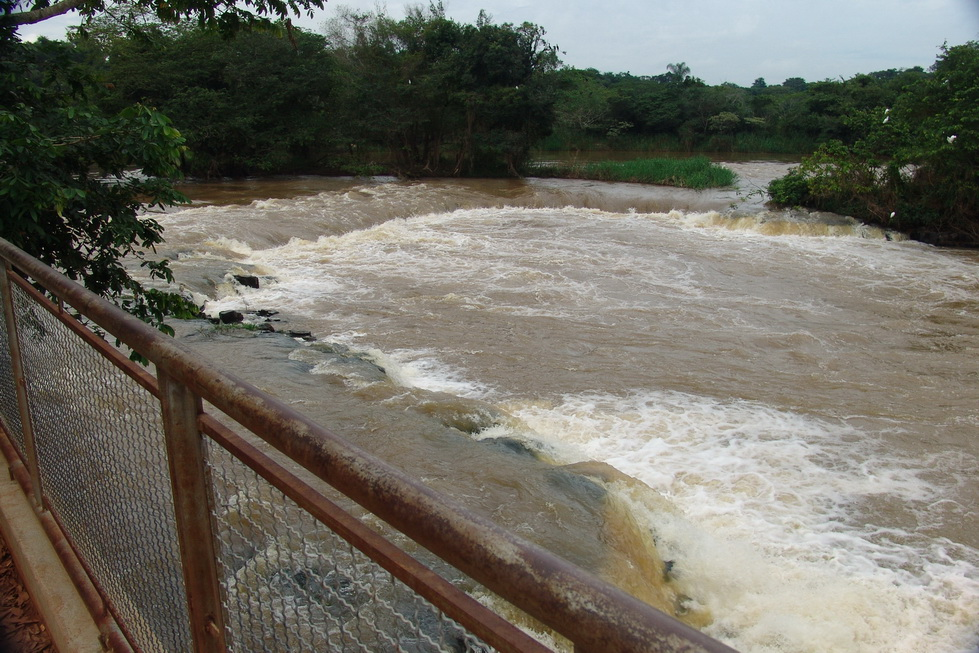
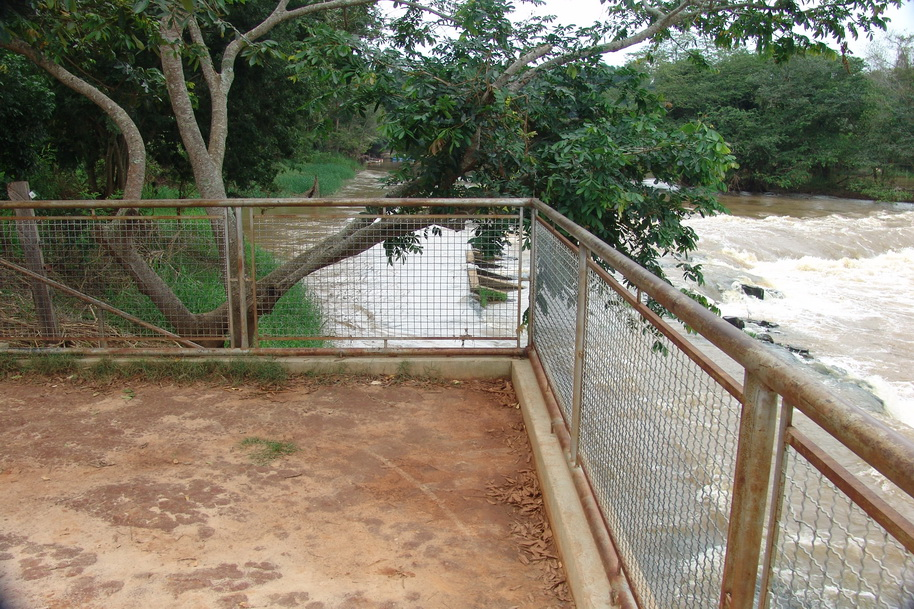
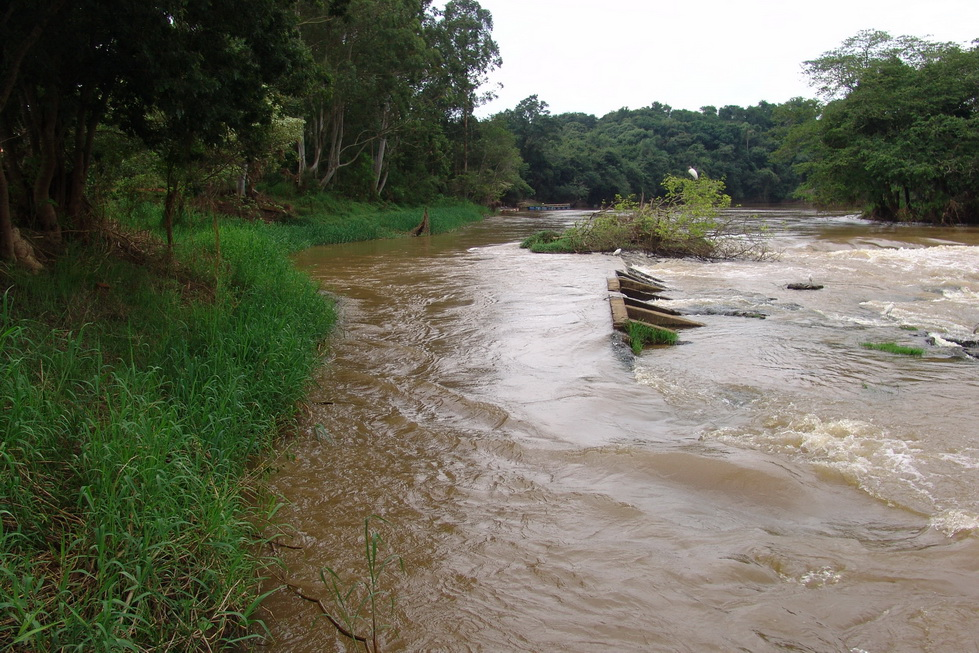
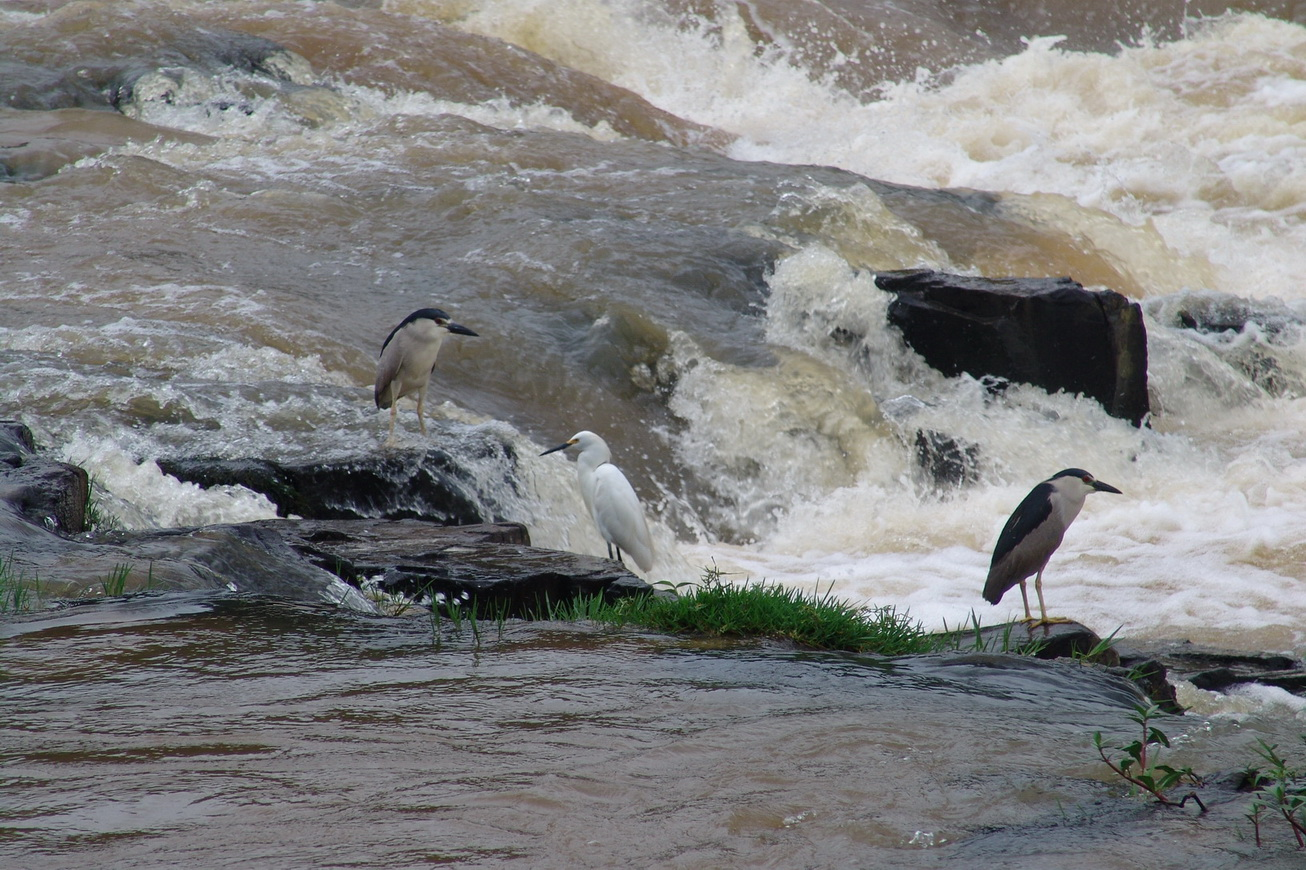
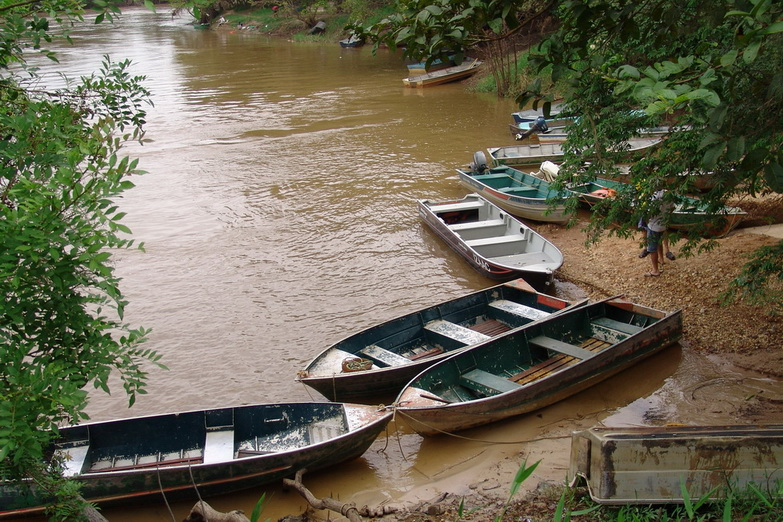

## Religião
O Cristianismo se faz presente no distrito da seguinte forma:

### Igreja Católica
- A igreja faz parte da Diocese de Itapetininga.[13]

### Igrejas Evangélicas
- Congregação Cristã no Brasil.[14]